# Ernst-Mach-Ehrenmedaille
Die Ernst-Mach-Ehrenmedaille (Čestná oborová medaile Ernsta Macha za zásluhy ve fyzikálních vědách) wird seit 1996 von der Akademie der Wissenschaften der Tschechischen Republik für herausragende Leistungen in der Physik vergeben. Sie ist nach Ernst Mach benannt.

## Preisträger
- 1996 Milan P. Locher, Miloš Seidl
- 1998 Boris N. Breizman, Vladimír Hnatowicz, Frank Plasil, Miroš Pirner, Peter Weinberger, Ivan Lehraus, Sydney G. Davison
- 1999 Michael Tendler, Pavel Šunka, Václav Vítek, Manuel Cardona, Ján Pišút, Dietrich Wolf
- 2000 Helmut Rauch, Juri Oganesjan, Klaus-Jürgen Witte, Armando Luches
- 2001 Vlastislav Červený
- 2002 Heinrich Hora, Richard Gerber, Ole Krogh Andersen, Jíří Vanek, Vladislav Babuška, Vladimir Čermák
- 2003 Vladimír Dvořák, Vladimír Fiala, Věnceslav F. Kroupa, Miloš Pick, Axel Plešinger, Siegried Hofmann, Jan Vondrák
- 2004 Pavel Chráska, Jan Kouba, Herbert Herman
- 2005 Andrew R. Lang, František Kroupa, Aleksander Jabłoński, Guido Van Oost
- 2006 Peter Heinz Dederichs, Gérard Jamelot, Anatoly Nikitin
- 2008 Michel A. Van Hove, Matthias Scheffler
- 2009 Patrick Bruno, Vratislav Kafka
- 2011 Karel Jungwirth, Dieter Vollhardt
- 2012 Allan H. MacDonald, Milada Glogarová, Peter Jenni
- 2013 Gunther Friedrich Eggeler, Martin Černohorský
- 2014 Jan Palouš, Jan Stöckel, Vladislav Šimák
- 2015 Petr Heinzel, Alexander I. Lichtenstein, Jörg Neugebauer, Jan Petzelt
- 2016 Petr Hadrava, Jaroslav Polák
- 2017 Marian Karlický, Jean-Luc Martin
- 2018 Jiří Bičák, Jiří J. Mareš, Dušan Bruncko, Hubert Ebert, Ivan Hubený, Jiří Zahradník
- 2019 Theodor Wolfgang Hänsch, Bożena Czerny, Jan Kočka
- 2020 Pavel Lejček, Mojmír Šob
- 2021 Miroslav Hrabovský, Pavel Novák, Bedřich Rus, Erwin Andreas Eckart
- 2022 Jiří Chýla, Ivan Pelant
- 2023 Jiří Kamarád, Jindřich Musil, Antonín Šimůnek
- 2024 Oldřich Semerák
- 2025 Enrico Costa, Jiří Čtyroký, Jiří Horáček, Karel Hrbáček, Ludvík Kunz